# 永丰乡 (中江县)
永丰乡，是中华人民共和国四川省德阳市中江县下辖的一个乡镇级行政单位。

## 行政区划
永丰乡下辖以下地区：
街道社区、永丰村、土寨村、柏杨村、新开村、杨家场村、庙坡村、兴共村、盘石村、谭受村、碉楼村、山青村、延寿村、保和村、大码口村和万家沟村。